# Learjet 70/75
O Learjet 70/75 é o último programa de desenvolvimento da família Learjet pelo fabricante aeroespacial Bombardier Aerospace. Estes modelos virão equipados com novos aviônicos, winglets e motores mais potentes, usando menos combustível.
A fuselagem é baseada nos modelos Learjet 40 e 45 com algumas modificações para melhorar a performance. Um design de winglet inclinado será incorporado do Global 7000/8000. A Bombardier almeja entregar os primeiros modelos no início de 2013.

## Especificações (Learjet 75)[4]

### Características Gerais
- Tripulação: 2
- Passageiros: 8 + 1
- Comprimento: 17,6 m
- Envergadura: 14,0 m
- Altura: 4,31 m
- Área da Asa: 28,95 m²
- Peso Básico: 6.300 kg
- Peso Máximo de Decolagem(MTOW): 9.752 kg
- Motorização 2x Honeywell TFE731-40-BR, 3.850 lbf (17,1 kN) de empuxo cada

### Performance
- Velocidade de Cruzeiro: 465 nós (535 mph, 861 km/h) high speed cruise
- Teto Operacional: 51.000 pés (16.000 m)
- Carga da Asa: 69,00 lb/pé² (336,9 kg/m²)

### Aviônicos
- Garmin G5000

## Ligações Externas
- Website da Bombardier Business Aircraft
- Learjet 70 Fact sheet
- Learjet 75 Fact sheet